# Foley (cinema)

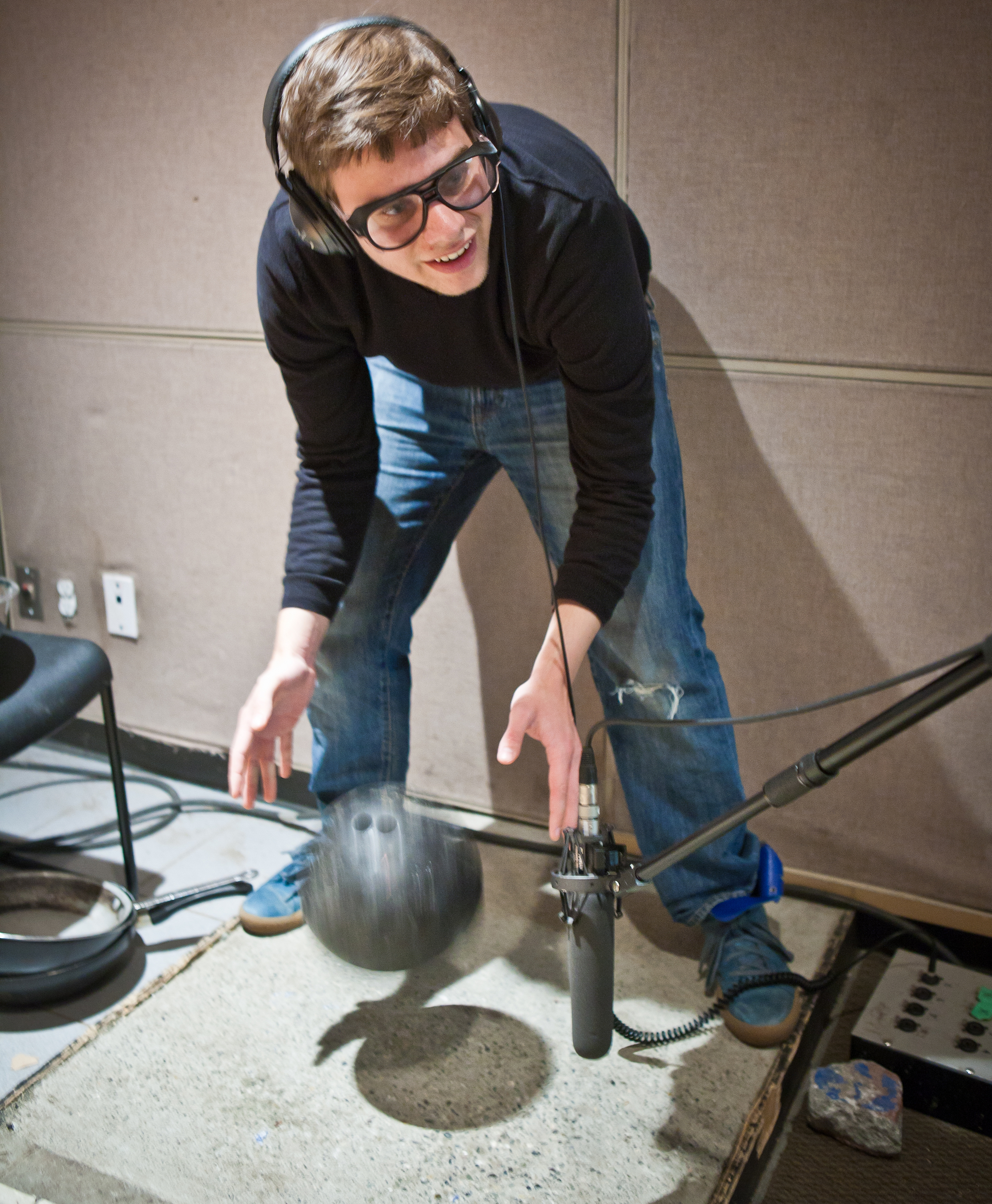
Um artista de Foley trabalhando

Foley é um estrangeirismo para o termo, em Português, sonoplastia, e refere-se a reprodução de efeitos sonoros complementares de um filme, vídeo ou de outros meios audiovisuais na pós-produção para melhorar a qualidade do áudio. Também utiliza-se esse estrangeirismo para designar o profissional sonoplasta. Englobam sons de toda a ordem: por exemplo o bater de portas, vidro quebrando. A melhor arte Foley é a que passa despercebida pelo público, dando realismo a uma cena. Sem estes cruciais ruídos de fundo, os filmes soariam a falso. Os artistas de Foley, ou sonoplastas, recriam sons de ambiente (sons naturais) que inculcam verosimilhança, reforçando o efeito de realidade, dando vida a uma cena. 
Sons foley podem também ser usados para cobrir registos indesejados gravados durante as filmagens, como o ruído de um avião que passa ou o barulho do tráfego. . Em suma, são usados para melhorar a experiência auditiva de um filme.